# Clever (Marke)

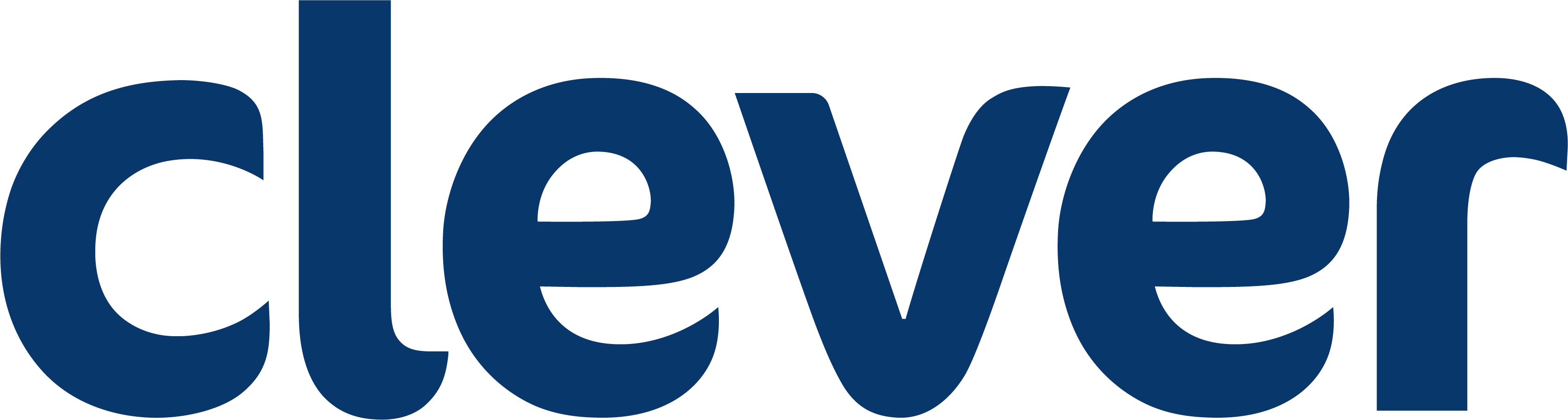
Logo von clever

Clever (Eigenschreibweise clever) ist eine Handelsmarke der Rewe-Zentral AG in Köln und wird von der ebenfalls zur Rewe Group gehörenden Billa Aktiengesellschaft (bis zu konzerninternen Umstrukturierungen 2020 von der Delikatessa Lebensmittel-Handels-und Erzeugungs-Gesellschaft m.b.H.) mit Sitz in Wiener Neudorf vermarktet. Sie wurde ursprünglich von Billa eingeführt und ist in Österreich mittlerweile auch in allen Billa-Plus- (ehemals Merkur), Bipa-, ADEG- und Sutterlüty-Filialen erhältlich. In Mittel- und Osteuropa führen die Billa-Märkte in Tschechien, der Slowakei und Bulgarien, die Bipa-Filialen in Kroatien und die IKI-Märkte in Litauen ebenso Clever.

## Geschichte
Clever wurde 1999 entwickelt, um auch in Supermärkten mit Markenware diverse Produkte zu Discountpreisen verkaufen zu können. Anfangs nur bei – zum damaligen Zeitpunkt erst kürzlich vom deutschen Rewe-Konzern übernommenen – Billa erhältlich, wurde die Clever-Reihe nach und nach fixer Bestandteil des Sortiments verschiedener anderen Handelsketten, wie Merkur, Bipa, ADEG und Sutterlüty. Mit einer Markenbekanntheit von 98 % ist Clever die bekannteste Eigenmarke der Rewe International AG. Auch im Ausland und vor allem in den neuen EU-Ländern ist Clever bekannt.
Unter der Marke waren Mitte 2020 über 600 Artikel verfügbar. Das Sortiment umfasst neben Getränken und Lebensmitteln auch Haushaltswaren, Tiernahrung sowie Hygieneartikel.